# Hyalopseustis vitrea
Hyalopseustis vitrea är en fjärilsart som beskrevs av Edward Meyrick 1925. Hyalopseustis vitrea ingår i släktet Hyalopseustis och familjen plattmalar. Inga underarter finns listade i Catalogue of Life.